# .416 Remington Magnum
El .416 Remington Magnum abreviado .416 Rem Mag, es un cartucho de rifle de fuego central, de calibre.416" (10.57 mm), que fue desarrollado a partir del casquillo del 8 mm Remington Magnum. 
Cuándo fue lanzado al mercado en 1988, el autor Frank C. Barnes Consideró al .416 Remington Magnum como "el cartucho más sobresaliente que haya sido desarrollado en décadas".
El .416 Remington Magnum estuvo concebido como una alternativa más económica al .416 Rigby que eventualmente fuera a reemplazarlo. Sin embargo, el .416 Remington Magnum considerado actualmente el más popular de las opciones comerciales calibre .416 no llegó a reemplazar al .416 Rigby como había sido anticipado. Pero, más bien, suscitó nuevamente el interés por este calibre, propiciando el resurgimiento del .416 Rigby y la introducción de otras alternativas, como el .416 Weatherby Magnum y el .416 Ruger.

## Historia y orígenes
Desde su introducción al mercado, el .416 Rigby se convirtió en uno de los cartuchos para rifle de cerrojo más celebrados en la época dorada de la caza mayor en África. Sin embargo, debido al tamaño del casquillo, los mecanismos no solo debían ser largos sino también la cara del cerrojo debía ser aumentada, incrementando significativamente el costo de producción de los rifles. Con las pólvoras más modernas, calbres como el .458 Winchester Magnum o el .375 H&H Magnum, relegaron al .416 Rigby al poder ser recamarados en rifles de menor costo de producción, reduciendo la popularidad del cartucho y su disponibilidad, generando incluso que cazadores profesionales, como el famoso guía de caza Harry Selby, quien obtuvo fama por los escritos de Robert Ruark, los dejaran de lado por otras alternativas.
A partir de la década del 1980, el interés por los safaris en el África recobró interés entre los cazadores norteamericanos, creando el mercado para el desarrollo de un cartucho africano especializado, que se alinee con las exigencias de muchos países africanos, que a partir de los años 1950 exigían como mínimo para la caza de animales peligrosos el .375 H&H Magnum o los calibre .40, permitiendo también el uso del 9.3 x 62 Mauser como una excepción a la regla.
Remington aprovechó la oportunidad introduciendo al mercado el que sería el segundo cartucho africano después del .458 Winchester Magnum, deviniendo en la resurrección del .416 Rigby cuando Ruger empezó a recamararlo para su rifle de cerrojo Ruger Modelo 77 RSM y Hornady empezó fabricar la munición .416 Rigby. Weatherby siguió los pasos de Remington, introduciendo el .416 Weatherby Magnum basado en el casquillo del .378 Weatherby Magnum.
Remington escogió utilizar el casquillo del 8 mm Remington Magnum como punto de partida para desarrollar el .416 Rem Mag ya que este casquillo había sido mejorado y fortalecido en comparación al del .375 H&H Magnum, y ofrecía un aumento en volumen de carga. Además, la presión autorizada por SAAMI era 65,000 psi (4,500 ). De esta manera Remington simplemente modificó el cuello del 8 mm Remington Magnum para que aloje un proyectil calibre .416.

## Diseño y especificaciones
En diseñar el .416 Remington Magnum, Remington pretendió emular el rendimiento del .416 Rigby utilizando el casquillo más pequeño del .375 Holland & Holland Magnum, pero trabajando a presiones mayores que permitiesen superar al .416 Rigby.

## Performance
El .416 Remington Magnum es capaz de generar una velocidad de 2400 pies por segundo en un proyectil de 400 granos (26g). El cartucho también es producido con proyectiles de 300 y 350 granos.

## Uso deportivo
El propósito detrás del .416 Remington Magnum era emular el rendimiento del .416 Rigb, ya que el .375 H&H Magnum es considerado como marginal para animales peligrosos como el elefante, búfalo de Cabo africano o el rinoceronte.
A pesar de que caza de animales peligrosos generalmente no se da a distancias mayores a las 60 yardas (55 m), el .416 Remington Magnum tiene la energía penetración necesarias para abatir los animales mencionados a más de 100 yardas.
También se le ha dado uso en América del Norte entre guías en Alaska para cazar osos pardos.